# Escadron de défense sol-air 6/950 Riquewihr
L'Escadron de Défense Sol-Air 6/950 Riquewihr était une unité de l'Armée de l'air française basée sur la Base aérienne 132 Colmar-Meyenheim et dissoute le 3 juillet 2009 en même temps que l'Escadron de chasse 1/30 Normandie-Niemen, dernière unité opérationnelle de l'armée de l'air sur cette base.
Sa mission était la défense de la base contre les attaques à basse et très basse altitude.

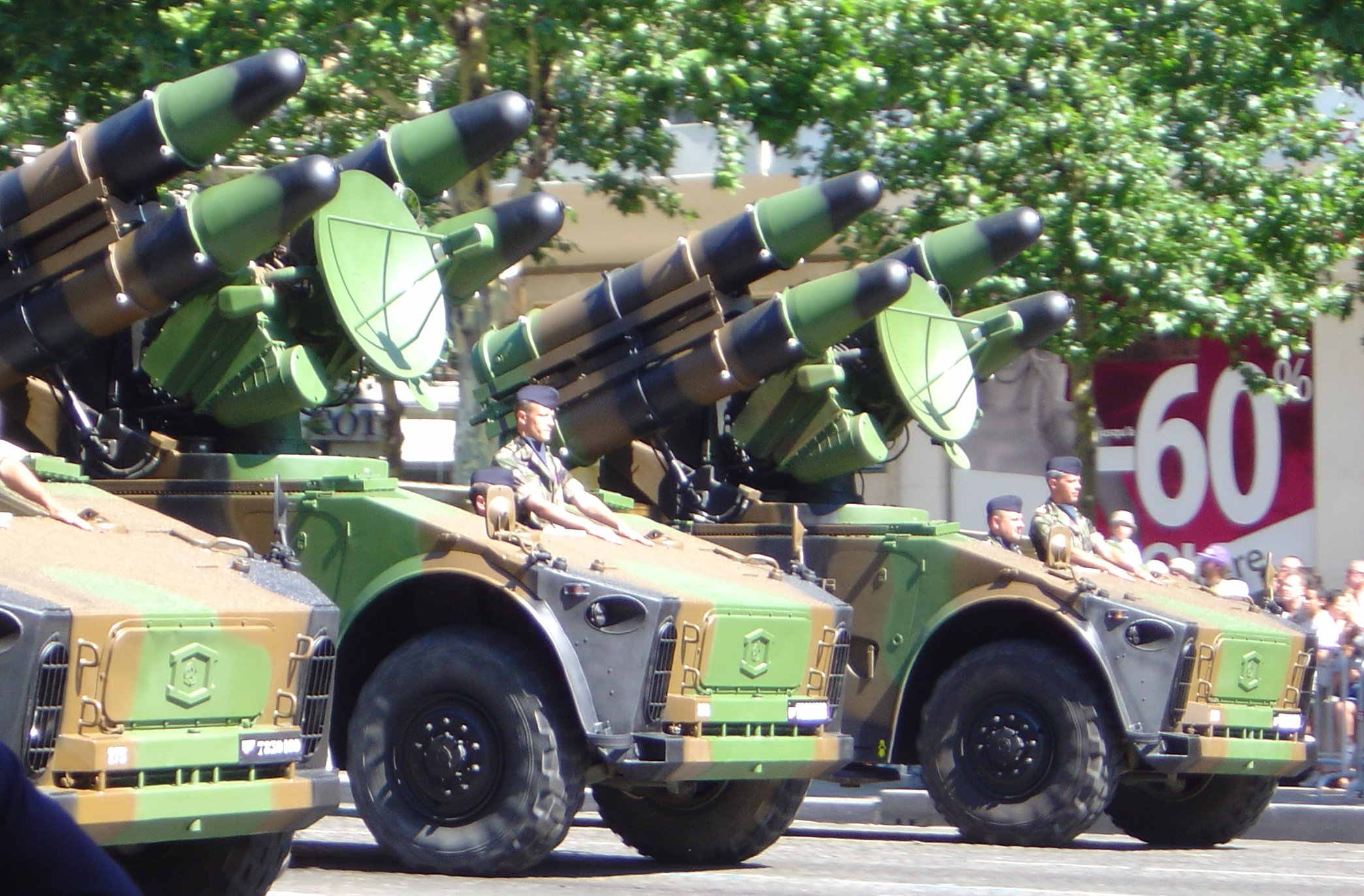
L'escadron était équipé de missiles sol-air Crotale

## Historique
- 1er février 1980 : création de l'Escadron de Moyen Sol-Air 6/950 sur la BA132
- 1er juin 1981 : création sur la BA132 de la Section de Défense Sol-Air 47/132
- 1er janvier 1987 : formation de l'EDSA 6/950 "Riquewihr" par regroupement de ces deux unités[2].

## Équipements
- section de missiles Crotale
- systèmes d'armes Aspic
- canons bitubes de 20 mm
- trépieds Mistral